# Arctia thibetica

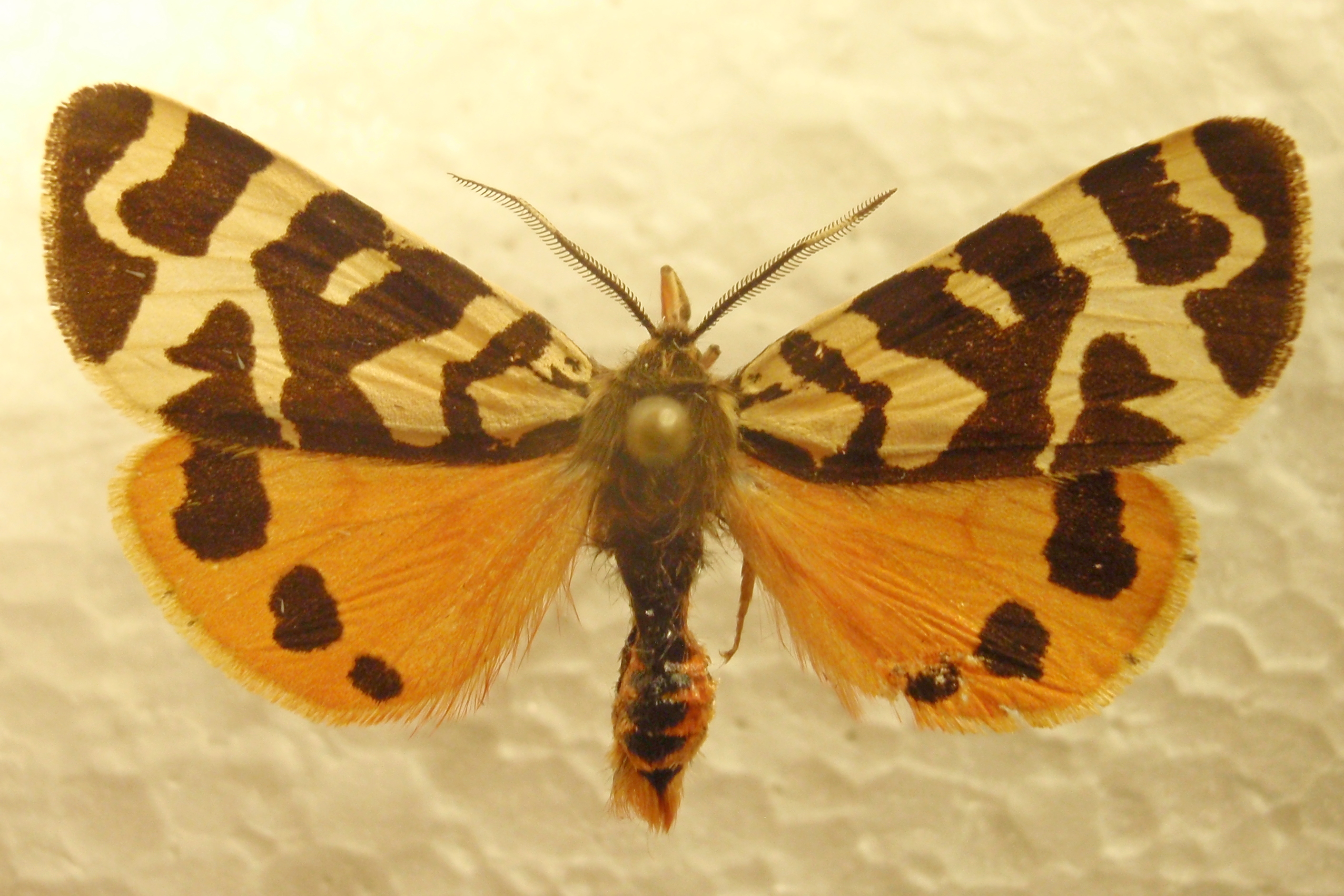
Arctia thibetica.

Arctia thibetica är en fjärilsart som beskrevs av Felder 1874. Arctia thibetica ingår i släktet Arctia och familjen björnspinnare. Inga underarter finns listade i Catalogue of Life.